# Gieshügel (Volkach)
Gieshügel (auch Gießhügel, Gizubel) ist eine Wüstung auf der Gemarkung des Volkacher Ortsteils Gaibach. Das Dorf war bis ins 15. Jahrhundert besiedelt, bevor die Bewohner den Ort verließen. Die Aufgabe erfolgte wohl wegen Überschwemmungen.

## Lage
Die Stelle, an der sich das Dorf befand, wird heute von der Flur Gieshügel eingenommen. Sie befindet sich im Norden des Volkacher Gemeindegebietes und im Westen der Gaibacher Gemarkung. Südlich fließt in einiger Entfernung der Main vorbei. Im Osten befindet sich der Eschbachgraben. Weiter westlich beginnt die Gemarkung der Volkacher Ortsteils Fahr. Teile des ehemaligen Ortes werden heute von Wald eingenommen. Die Höhe der ehemaligen Siedlung betrug 265 m.

## Geschichte
Erstmals erwähnt wurde Gieshügel im Jahr 1340. Damals tauchte es in den Quellen des Klosters Ebrach als „allodium Dictum Gizubel“ (Allodialgut genannt Gizubel) auf. Es war zu diesem Zeitpunkt der Kurie Elgersheim zugeteilt, die Teil des Steigerwaldklosters war. Ursprünglich war das Dorf wohl bereits im 11. Jahrhundert gegründet worden, im 14. Jahrhundert war es weitgehend verlassen. Lediglich ein Hof war noch bewohnt.
Im Jahr 1344 gab es erste Streitigkeiten zwischen der Bürgerschaft des nahen Volkach und dem Kloster Ebrach über den Hof „Gyzubele“, die vom Würzburger Bischof Otto II. von Wolfskeel geschlichtet werden mussten. 1370 wurde das Gut erneut erwähnt, im Jahr 1381 verkaufte Bischof Gerhard von Schwarzburg seine Rechte im Ort. Damals wurde das Dorf „Gyzzvbel“ genannt. Bis ins Jahr 1417 war der Hof an die Gaibacher Gemarkung übergegangen. 
Bereits 1432 war der Hof als Wüstung verzeichnet, wahrscheinlich waren Überschwemmungen für die Aufgabe verantwortlich. In einer Markungsbeschreibung von Volkach aus dem Jahr 1595 diente die ehemalige Gemarkung des Hofes Gieshügel als Grenzmarkierung. Der Wortlaut der Urkunde lautet: „do die Ebrachische wustung, der Gießvbel genandt, mit iren Eckern anstossen (...) bis vff einen stein, welcher den Gießvbll vnd Volkacher marckung scheidet (...)“.
Noch 1738 tauchte „Gissubel“ als ehemalige Ebracher Grangie in den Büchern auf. Die Aufgabe des Ortes erfolgte wohl aufgrund von Missernten. Woher der Name Gieshügel stammt, ist unklar. Schneider vermutete zunächst, dass es sich ursprünglich um einen Wartturm handelte. Die Urkataster des 19. Jahrhunderts gehen allerdings davon aus, dass sich an der Stelle des Dorfes ein sumpfiges Gebiet befand. Dafür würde die Silbe Gies- sprechen.